# Ньямунда (река)
Ньямунда́ (порт. Nhamundá) — река в Бразилии, левый приток Амазонки. Длина — 470 км.
Река начинается в горах Серра-ду-Жатапу в районе, где сходятся штаты Амазонас, Пара и Рорайма, и течёт на юго-восток, образуя основную часть границы между штатами Амазонас и Пара. В районе населённого пункта Ньямунда впадает в Амазонку.
Крупнейший приток Пиратуку.
Города на реке: Терра-Санта, Фару и Журути в штате Пара, Ньямунда в штате Амазонас.
Исследована в конце XIX века французским путешественником Анри Кудро.

## Карты
- Лист карты A-21-А (Ю. П.).